# Автомагістраль 8 (Греція)
PATHE (грец. ΠΑΘΕ, акронім від Патри-Афіни-Салоніки-Евзоні) — осьова автомагістраль Греції загальною протяжністю 730 км, частина транс-європейської автомобільної мережі. Вона сполучає міста Патри-Афіни-Салоніки-Евзоні. Деякі її ділянки вже експлуатуються, інші перебувають у стадії будівництва, тому PATHE тимчасово використовує ділянки Національного Автобану 1.
Діюча ділянка PATHE Патри-Коринф-Афіни має номер Автобану 8 і є частиною європейського шляху E94.

## Маршрут
Маршрут автомагістралі PATHE починається у великому портовому місті Патри на півночі Пелопоннесу, через Коринфський перешийок вона сполучає їх з Афінами, далі Центральна Македонія і Салоніки, нарешті селище Евзоні — контрольно-пропускний пункт на кордоні із КЮРМ. Загалом PATHE перетинає 6 периферій, 11 префектур та пов'язана із 9 портами та 6 аеропортами, що надає трасі надзвичайного важливого значення для грецької транспортної інфраструктури.

## Будівництво
Будівельні роботи фінансуються коштом Грецької Республіки та ресурсами ЄС, зокрема Європейського фонду регіонального розвитку. Шосе складатиметься з двох окремих закритих ліній, розділених бар'єром безпеки для убезпечення від великих аварій. Запроєктовано 2 або 3 смуг, а також узбіччя у кожному напрямку.
Будівництво буде завершено за графіком 2012 року, в тому числі будуть завершені технічно складні ділянки автомагістралі вздовж долини Темпе. Також на сучасному етапі залишається побудувати близько на ділянці протяжністю 200 км тунелі загальною довжиною 23 км і два великих мости.
проєктна вартість робіт становить 600 мільярдів грецьких драхм, що за курсом на 19 червня 2000 року склало 1 760 821 717 євро.